# Mordellistena multicicatrix
Mordellistena multicicatrix là một loài bọ cánh cứng trong họ Mordellidae. Loài này được Kangas miêu tả khoa học năm 1986.

## Hình ảnh

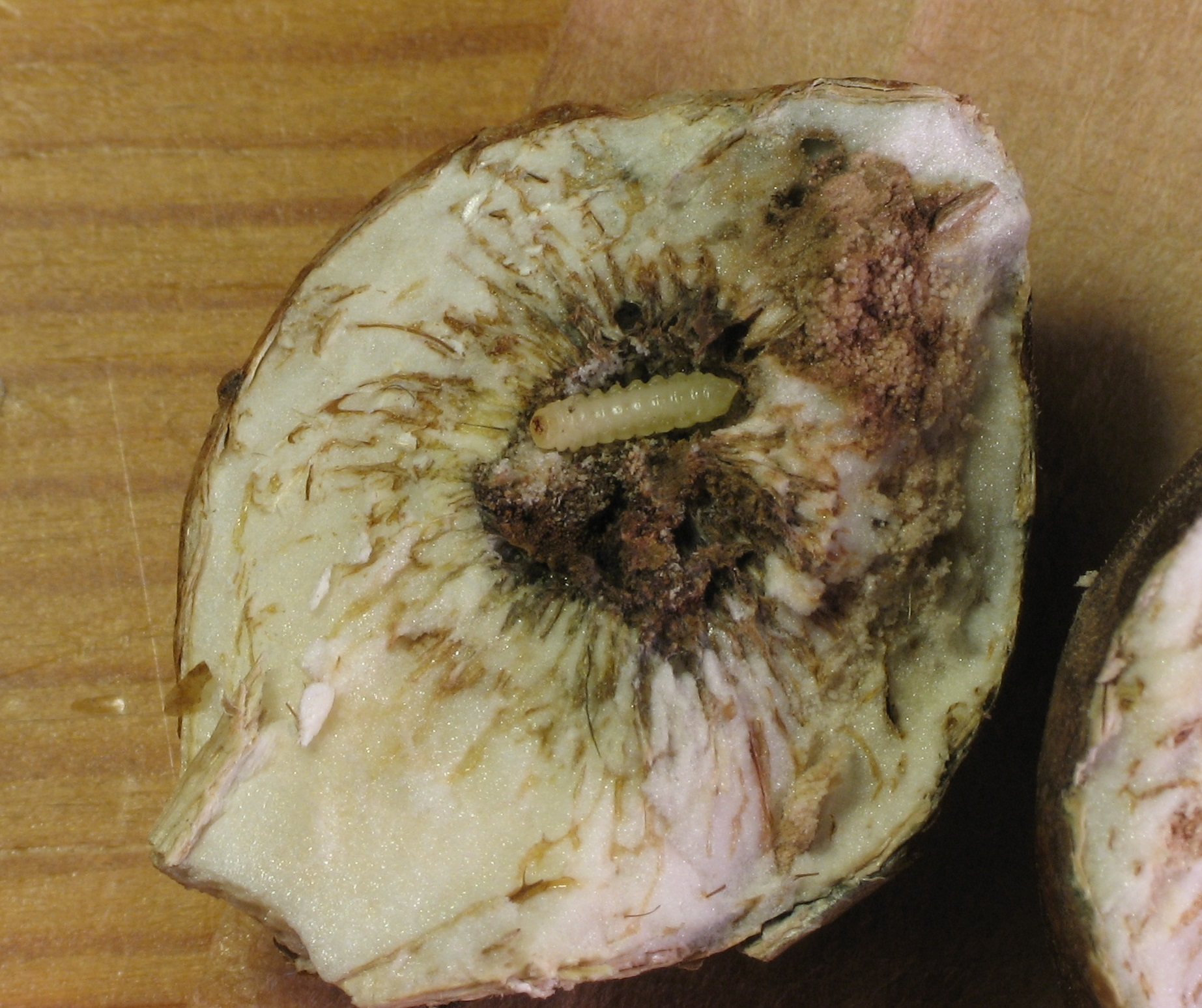